# Hydractinia cytaciformis
Hydractinia cytaciformis är en nässeldjursart som beskrevs av Vervoort 2007. Hydractinia cytaciformis ingår i släktet Hydractinia och familjen Hydractiniidae. Inga underarter finns listade i Catalogue of Life.